# Territorio Indígena Ngobe-Bugle de Osa
Osa es uno de los territorios indígenas de la etnia ngäbe o guaimí de Costa Rica, fundado en 1990.

Está localizado en la provincia de Puntarenas, cerca de la frontera con Panamá en donde se ubica la Comarca Ngäbe-Buglé de la misma etnia.

## Geografía
Ubicado en el cantón de Osa. Colinda con el parque nacional Corcovado. Se creó en 1990 vía decreto ejecutivo y sus asentamientos principales son Alto Laguna, Río Riyito, Río Pavón y La Quebrada. Su área es de 2710 hectáreas.

## Demografía
Para el censo de 2011, este territorio tiene una población total de 159 habitantes, de los cuales 108 habitantes (67,92%) son autoidentificados cómo de etnia indígena.

## Economía
Su economía se basa en el cultivo del cacao, café, frijol, maíz, palmito y plátano, cría de cerdos y aves de corral, caza y pesca y artesanía. Confeccionan artículos de fibra y hojas naturales con tintes y colorantes vegetales.